# Géographe (corvette)
Pour les articles homonymes, voir Géographe (homonymie).

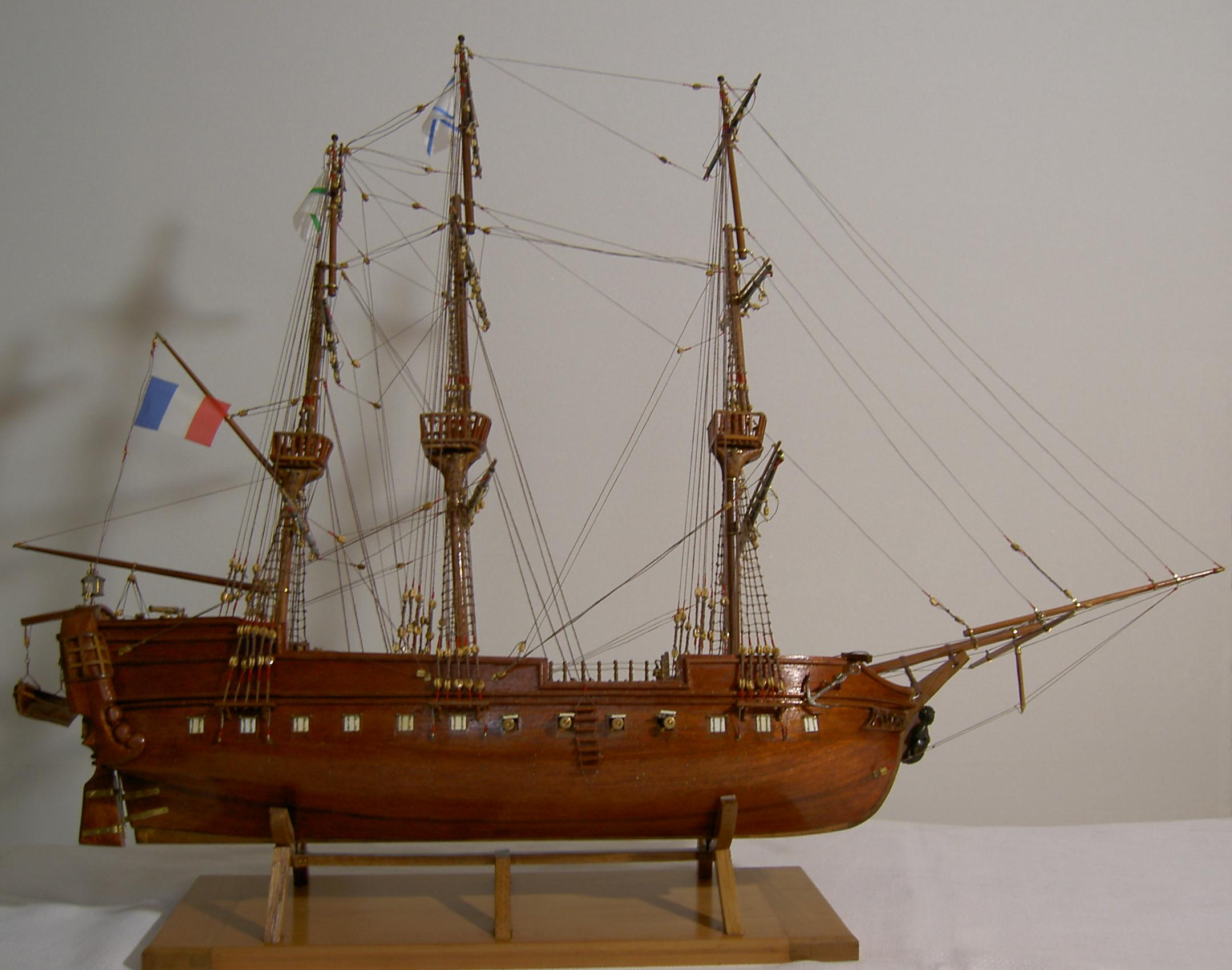
Maquette du Géographe.

Le Géographe est une corvette française qui fut l'un des deux principaux navires avec le Naturaliste qui firent partie de l'expédition aux Terres australes que commanda Nicolas Baudin au départ du Havre le 19 octobre 1800.
Ce navire est très certainement l'ex-Uranie, une des corvettes du programme révolutionnaire de 1793 mise en chantier chez l'entrepreneur Loquet en 1794 à Honfleur, selon les ordres du Ministre de la marine et des colonies, Monge, d'après les plans du sous-ingénieur Le Tellier. Le navire, encore inachevé, est rebaptisé Galatée en 1799. Son constructeur refuse de le lancer car il n'a pas été payé. Finalement, le lancement se fait en juin 1800, et il est alors rebaptisé le Géographe, le 23 août 1800, jusqu'à sa radiation en 1819.
D'une longueur de 124 pieds de rablure en rablure à la flottaison, 30 pieds de largeur au fort, d'un déplacement en tonneaux de 796 tx, elle était armée à son lancement de 24 canons de 12 pouces.

## État-major au départ de l'expédition Baudin
Au départ de l'expédition Baudin, l'état-major de la corvette était constitué des personnes suivantes :
- Nicolas Baudin, commandant de l'expédition, capitaine de vaisseau ;
- Alexandre Le Bas de Sainte-Croix, capitaine de frégate, débarqué à Timor fin octobre 1801 ;
- Pierre Guillaume Gicquel des Touches, capitaine de vaisseau ;
- François-André Baudin, lieutenant de vaisseau, débarqué à l'île de France en avril 1801 ;
- Henry de Freycinet, enseigne de vaisseau, promu lieutenant de vaisseau en octobre 1801, faisant dès lors office de second ;
- Jean-Antoine Capmartin, capitaine de vaisseau ;
- François-Étienne L'Haridon de Créménec, officier de santé de 2e classe, promu officier de santé de 1re classe en octobre 1801 ;
- François-Michel Ronsard, officier de génie maritime, promu lieutenant de vaisseau en octobre 1801, faisant dès lors office de second.

Ces officiers sont assistés de sept aspirants : Jacques-Nicolas Peureux de Mélay (1re classe); Louis Charles Gaspard Bonnefoy (1re classe); Pierre-André Morin (1re classe) ; François-Désiré Breton (1re classe); Hyacinthe de Bougainville (2e classe) ; Charles Baudin (2e classe) et Jacques Philippe Montgery (2e classe).

## Chronologie de l'expédition Baudin
- Départ du Havre : 19 octobre 1800
- Arrivée à Sainte-Croix de Ténériffe : 11 novembre 1800
- Départ de l'île de France : 26 avril 1801
- Arrivée à la Nouvelle-Hollande (Australie) : mai 1801; exploration des côtes
- Relâche à Timor : 24 août 1801 - 13 novembre 1801 : mort de quinze hommes d'équipage[2], de Maugé et de Riedlé. Plus tard, après avoir quitté Timor, c'est au tour de Sautier et de Levillain de mourir de la dysenterie
- Arrivée à l'île de France : 7 août 1803 (19 thermidor)
- Départ de l'île de France : décembre 1803
- Arrivée à Lorient : 25 mars 1804[3]

## Mémoire
La maquette du Géographe est exposée depuis octobre 2013 au musée Ernest-Cognacq, à Saint-Martin-de-Ré.